# Christian Poser
Christian Poser (Cottbus, RDA, 16 de agosto de 1986) es un deportista alemán que compitió en bobsleigh en las modalidades doble y cuádruple. Está casado con la piloto de bobsleigh Jamie Greubel.
Ganó tres medallas en el Campeonato Mundial de Bobsleigh entre los años 2011 y 2015, y una medalla de plata en el Campeonato Europeo de Bobsleigh de 2016.
Participó en dos Juegos Olímpicos de Invierno, ocupando el quinto lugar en Sochi 2014 (cuádruple) y el cuarto en Pyeongchang 2018 (doble).

## Palmarés internacional
| Campeonato Mundial | Campeonato Mundial           | Campeonato Mundial | Campeonato Mundial |
| Año                | Lugar                        | Medalla            | Prueba             |
| ------------------ | ---------------------------- | ------------------ | ------------------ |
| 2011               | Königssee (Alemania)         | Medalla de oro     | Cuádruple          |
| 2012               | Lake Placid (Estados Unidos) | Medalla de bronce  | Cuádruple          |
| 2015               | Winterberg (Alemania)        | Medalla de plata   | Cuádruple          |
| Campeonato Europeo |                              |                    |                    |
| Año                | Lugar                        | Medalla            | Prueba             |
| 2016               | Sankt Moritz (Suiza)         | Medalla de plata   | Doble              |